# Mastixia macrophylla
Espèce
Synonymes
- Bursinopetalum arboreum var. macrophyllum Thwaites[2]
- Bursinopetalum gardnerianum Baill.[2]
- Mastixia gardneriana Baill.[2]
- Mastixia macrophylla (Thwaites) Kosterm.[2]
- Mastixia thwaitesii Baill.[2]

Statut de conservation UICN

 VU A1c, B1+2c : Vulnérable
Mastixia macrophylla est une espèce de plantes de la famille des Nyssaceae.

## Publication originale
- Ceylon Journal of Science, Biological Sciences 12: 129. 1977.